# Andrés Velencoso Segura
Pour les articles homonymes, voir Segura (homonymie).
 (janvier 2013).
Si vous disposez d'ouvrages ou d'articles de référence ou si vous connaissez des sites web de qualité traitant du thème abordé ici, merci de compléter l'article en donnant les références utiles à sa vérifiabilité et en les liant à la section « Notes et références ».
Andrés Velencoso Segura, ou simplement Andrés Velencoso, est un mannequin et acteur espagnol, né le 11 mars 1978 à Tossa de Mar (Catalogne).
Il est notamment connu pour ses nombreuses campagnes publicitaires, notamment pour le parfum Allure Homme Sport de la maison Chanel ou pour la campagne Louis Vuitton en 2003 au cours de laquelle il a posé au côté de Jennifer Lopez.

## Carrière
Andrés Velencoso commença sa carrière de mannequin en signant un contrat avec l'agence espagnole Group Model Management. Le début de sa carrière fut assez difficile. En 2001, il rencontra Natalie Kates, un agent travaillant pour l'agence new-yorkaise Q Model Management, qui décida de le lancer dans le métier.
Il fit la couverture de nombreux magazines de mode, notamment L'Officiel Hommes, Hercules, Arena Homme +, Elle, et Vanity Fair. Il participa à des campagnes publicitaires pour Banana Republic, Louis Vuitton, H&M, Trussardi, Chanel, Zara, Ermenegildo Zegna, Loewe, Jean Paul Gaultier, Elie Tahari et Etro. En 2016 il pose avec Hari Nef dans un numéro du magazine Candy, dans un shooting photo de Sebastian Faena appelé Honeymoon.
Il est en contrat avec Wilhelmina Models à New York, Marilyn Agency à Paris, 2pm Model Management à Copenhague, I LOVE Models à Milan et Donna Models à Tokyo.

## Vie privée
Andrés grandit à Tossa de Mar, village côtier proche de la ville de Barcelone. Sa mère Lucía est décédée en 2002 et son père est le propriétaire d'un restaurant.
Andrés Velencoso a été le compagnon de la chanteuse australienne Kylie Minogue de 2008 à 2012. De 2013 à 2015 il est en couple avec l'actrice catalane Úrsula Corberó, mais elle décide de mettre un terme à leur relation à la suite d'une infidélité.

## Filmographie
- 2012 : The End de Jorge Torregrossa : Hugo
- 2015 : Summer Camp d'Alberto Marini
- 2016 : Behind the Door (court-métrage) de Zoe Cassavetes
- 2018 : Velvet Colección (série télévisée)
- 2021 : Élite (série télévisée), saison 4 : Armando